# Lorinedita
Lorinedita è l'ottavo album della cantante italiana Loredana Bertè, pubblicato nel 1983 su etichetta CGD.

## Descrizione
Nella prima fase della sua carriera, l'artista aveva registrato vari brani che non erano mai stati pubblicati su disco. In occasione del passaggio della Bertè alla CBS, la CGD pubblicò senza il suo consenso alcuni di questi brani, firmati fra gli altri da Mario Lavezzi, Fausto Leali, Shel Shapiro e Dario Baldan Bembo.
L'album giunge fino al 24º posto in classifica e, il 23 Settembre 2016, è uscito in formato CD. Tutte le canzoni sono state incluse poi nelle raccolte Tracce e Selvaggia.
Alcuni brani erano già stati incisi da altri artisti: Era aveva partecipato all'Eurovision Song Contest 1975 nell'interpretazione di Wess & Dori Ghezzi, Sola è stata incisa dal gruppo "Il Magazzino dei Ricordi" nel 1977 con il titolo di "Bugiarda e sola" mentre Io no era stato presentato al Festival di Sanremo 1982 da Anna Oxa, anche se la versione della Bertè presenta qualche verso modificato; Risveglio venne incisa da Ornella Vanoni per Duemilatrecentouno parole del 1981.

## Tracce
1. Dan dan - (1978) – 3:23 (testo: Mamared – musica: Fausto Leali)
2. Preghiera - (1979) – 3:49 (testo: Oscar Avogadro, Adelio Cogliati – musica: Dario Baldan Bembo)
3. Risveglio - (1979) – 3:53 (testo: Oscar Avogadro – musica: Mario Lavezzi)
4. Sola - (1977) – 3:24 (testo: Claudio Daiano – musica: Gian Pietro Felisatti)
5. Era - (1975) – 2:31 (testo: Andrea Lo Vecchio – musica: Shel Shapiro, Felice Piccarreda "Lubiak")
6. Professore - (1979) – 3:41 (testo: Oscar Avogadro, Daniele Pace – musica: Mario Lavezzi)
7. Al mercato dell'usato - (1979) – 4:25 (testo: Renato Zero, Franca Evangelisti – musica: Renato Zero, Roberto Conrado)
8. Io no - (1980) – 4:31 (testo: Oscar Avogadro – musica: Mario Lavezzi)
9. Selvaggia - (1978) – 4:09 (testo: Alberto Salerno – musica: Roberto Pareti)

## Crediti
- Produzione: Mario Lavezzi
- Realizzazione: Mario Lavezzi
- Remix: Piero Bravin
- Foto di Copertina: Mario Convertino